# Johann Christoph Glaser

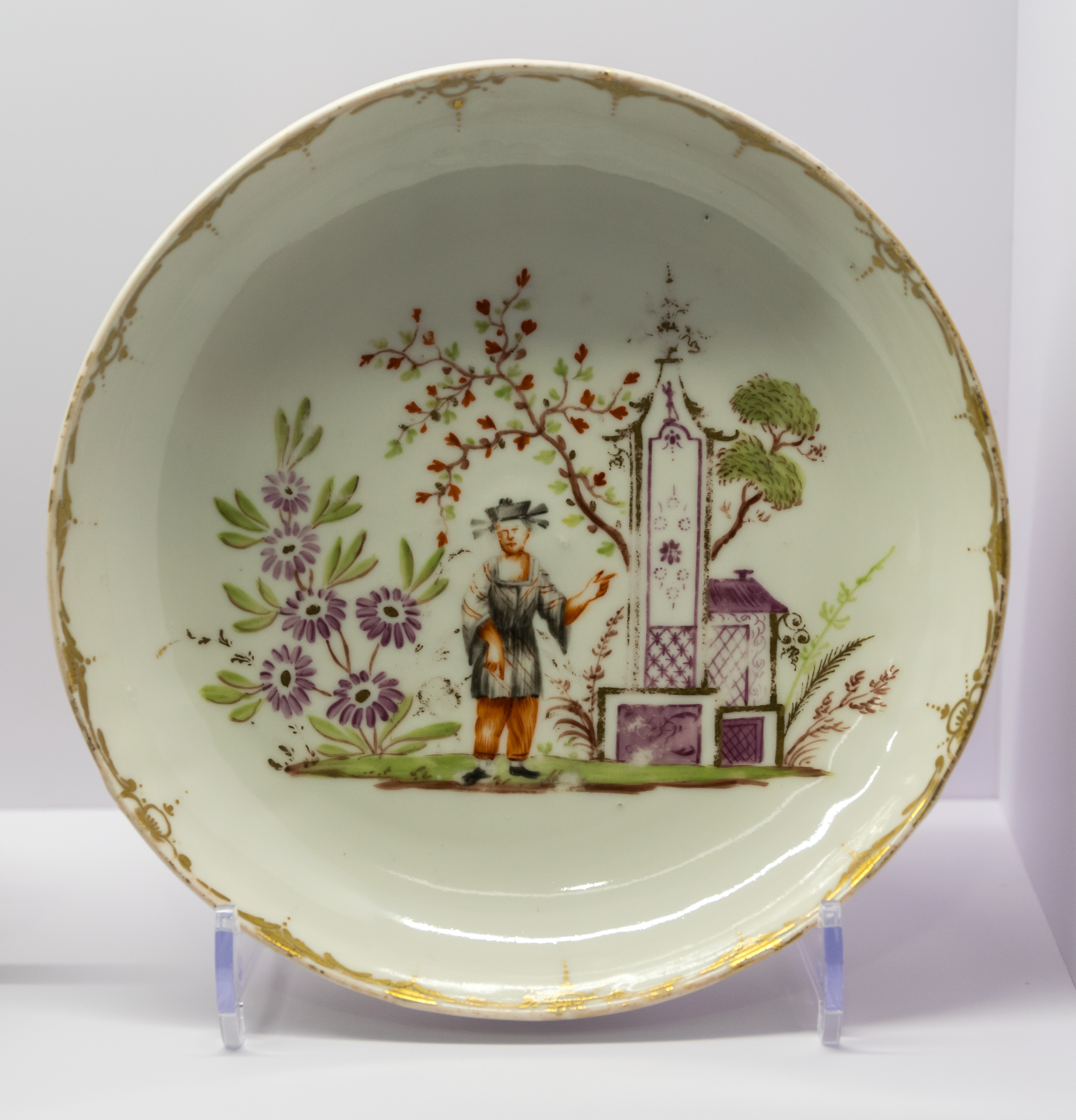
Unterschale mit einem von Johann Christoph Glaser gemalten Chinoiseriedekor, um 1753

Johann Christoph Glaser (* 23. Mai 1684 in Bischofsgrün; † nach 1753) war ein deutscher Glas- und Porzellanmaler sowie angeblicher Arkanist.

## Leben
Glaser war Mitglied einer traditionsreichen, aus Lauscha stammenden Glasmacher- und Glasmalerfamilie. Im Jahr 1712 ehelichte er Barbara Wanderer und war dadurch mit einer weiteren bedeutenden Familie der Zunft verwandt. Vorerst war auch Johann Glaser als Glasmaler tätig, versuchte sich dann aber als Arkanist, so in den Jahren 1738 bis 1740 in Ilmenau und 1742 in Bayreuth.
1744 nahm Herzog Carl I. von Braunschweig Kontakt zu Glaser auf, um ihn mit der Gründung einer Porzellanfabrik zu beauftragen. Das Geschäft kam nicht zustande. Zwei Jahre später war es Glaser, der den Oberjägermeister Johann Georg von Langen im Schloss zu Bevern besuchte und ihm seine Dienste anbot. Als Beweis für seine Fähigkeiten in der Porzellanherstellung soll er dabei ungemarktes Porzellan aus der Meißner Porzellanmanufaktur vorgelegt und als eigenes Werk ausgegeben haben. Entgegen den Wünschen Glasers, der sich lieber in Holzminden niedergelassen hätte, schlug von Langen dem Herzog die Einrichtung der Porzellanfabrik in Fürstenberg vor. Carl I. stellte dazu Anfang 1747 das Fürstenberger Schloss zur Verfügung. Als technischem Leiter der Porzellanmanufaktur Fürstenberg überließ man Johann Christoph Glaser die Alte Mühle in Fürstenberg als Wohnhaus und Laboratorium.

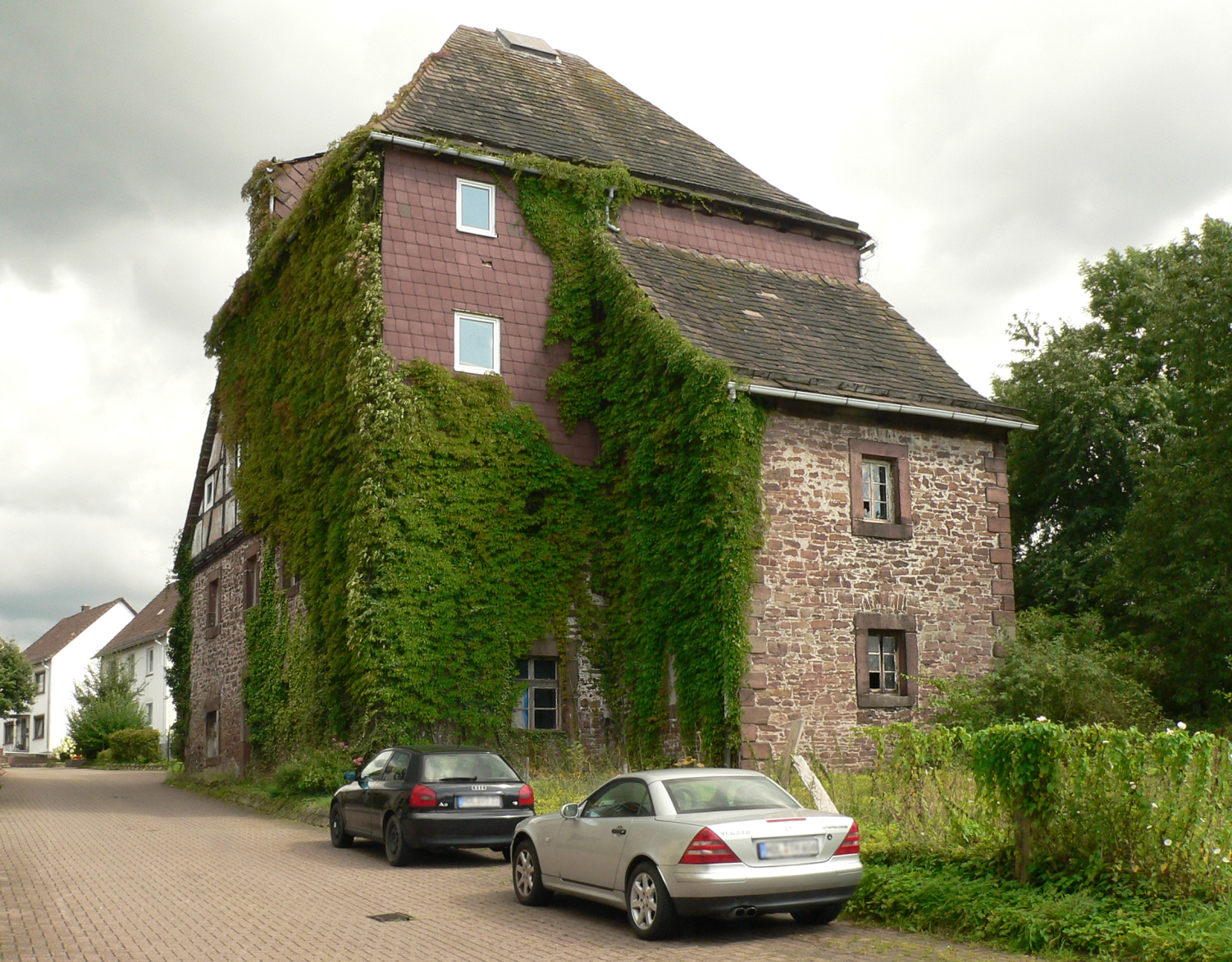
Die Alte Mühle in Fürstenberg, Wohnhaus und Laboratorium von Johann Christoph Glaser

Es dauerte fast drei Jahre, bis zum Januar 1750, bis der erste Brand in Fürstenberg gemacht werden konnte. Zwar fiel von Langens erstes Urteil über die Produktqualität noch positiv aus, bald wurde aber ersichtlich, dass Glaser tatsächlich keine Kenntnisse der korrekten Porzellanherstellung besaß: Statt Feldspat und Kaolin verwendete er Emmerstedter Ton und weder Farbe noch Glasur sowie Bemalung hielten einem Vergleich mit Meißener Porzellan stand.
1753 wurde er in Fürstenberg in Unehren entlassen, nachdem es ihm trotz vieler Versprechungen und erfolgloser Versuche nicht gelungen war, Porzellan herzustellen. Über seinen weiteren Lebensweg ist nichts bekannt.